# ولسوالی قرغه‌ای
قرغه‌ای یکی از ولسوالی‌های ولایت لغمان در خاور افغانستان است. جمعیت آن در سال ۲۰۰۶ میلادی، ۷۰،۶۸۸ نفر اعلام شده است.